# Клод Моет
Клод Моет (1683—1760) — французький винороб, торговець вином, який заснував «Дім Шампанського», що згодом переріс у Moët & Chandon. Моет був першим виноробом у Шампані, який виробляв виключно ігристі вина. Як успішний торговець, Моет наполягав на важливій ролі особистих контактів з клієнтами. Протягом 1730-х років він активно налагоджував контакти з монаршими колами Версалю і незабаром став одним з небагатьох купців, акредитованих для обслуговування королівського двору. Одним із найвідданіших клієнтів винороба була Маркіза де Помпадур. Після смерті Моета, контроль над «Домом Шампанського» перейшов до рук його онука — Жана-Ремі Моет.

## Історія роду
Рід Моет бере своє корені від голландського солдата по імені ЛеКлерк, який боровся разом із Жанною д'Арк проти спроб англійців завадити коронації Карла VII. Як нагороду за його службу, король змінив його прізвище на Моет.